# César do Rego Monteiro
César do Rego Monteiro (União, 17 de abril de 1863 — Rio de Janeiro, 28 de novembro de 1933) foi um advogado e político brasileiro. Foi senador da República de 1916 a 1920, representando o estado do Amazonas e governador do Amazonas, de 1 de janeiro de 1921 a 23 de julho de 1924 quando foi deposto por um levante militar.

## Biografia
Nascido na cidade de União, no Piauí, era neto de João do Rego Monteiro, o Barão de Gurgueia, importante membro da sociedade piauiense. César do Rego Monteiro ingressou na Faculdade de Direito Recife em 1881, onde fez parte do Centro Acadêmico Republicano e colaborou no Folha do Norte de José Isidoro Martins Júnior, com quem escreveu um pequeno romance intitulado Um Crime de Infanticídio. Também escreveu um folheto denominado Micrographo com a colaboração de Anísio Auto de Abreu. Formando-se em 1885, retornou ao Piauí onde exerceu diversos cargos públicos, como promotor público em Amarante e juiz municipal em Teresina. Em 1891 transferiu-se com a família de seu sogro Simplício Rezende para o Amazonas, onde foi nomeado juiz de direito em Tefé, tornando-se pouco tempo depois desembargador do Superior Tribunal de Justiça do Amazonas, instituição na qual foi presidente de 1899 até 1901.
Aposentando-se como desembargador em 1903, Rego Monteiro se transferiu para o Rio de Janeiro, onde colaborou na Revista do Direito, escrevendo trabalhos de polêmica com o advogado Astolpho Rezende. Em 1908, foi escolhido como delegado do estado do Piauí no primeiro Congresso Jurídico Nacional, onde apresentou três teses jurídicas notáveis e que mereceram o destaque de autores como Viveiros de Castro e Carvalho Mendonça.
Retornando ao Amazonas, Rego Monteiro foi eleito sucessivamente Senador Estadual, Deputado Estadual, Senador Federal em 1916 e Governador do Amazonas em 1920, após conturbada eleição. Seu governo foi marcado pelo nepotismo e por denúncias de corrupção, além dos atrasos constantes nas remunerações do funcionalismo público. Em 9 de junho de 1924, o governador Rego Monteiro se licenciou do cargo e viajou para a Europa, assumindo o poder seu genro e Presidente da Assembleia Legislativa, Dr. Turiano Chaves Meira. Em 23 de julho ocorre um levante militar capitaneado pelo tenente Ribeiro Júnior que depõe a oligarquia Rego Monteiro e institui um governo militar em um episódio conhecido como Comuna de Manaus.  
Rego Monteiro era casado com Elisa Rezende do Rego Monteiro e faleceu em 28 de novembro de 1933 no Rio de Janeiro. Ao longo de sua vida publicou os seguintes trabalhos: Micrógrafo (1881) em colaboração com Anísio de Abreu; Um Crime de Infanticídio, em parceria com Clóvis Beviláqua, Anísio de Abreu, Pereira Simões, Faelante da Câmara e Martins Júnior; Teoria Darwinica; Estudos Jurídicos e Sociais e Papéis Invertidos (no Templo de Themis) em 1929.